# Abzaria latipetiolaris
Abzaria latipetiolaris là một loài tò vò trong họ Ichneumonidae.